# The Web of Desire
The Web of Desire er en amerikansk stumfilm fra 1917 af Emile Chautard.

## Medvirkende
- Ethel Clayton som Grace Miller
- Rockliffe Fellowes som John Miller
- Doris Field som Mrs. Langley
- Richard Turner som Stuart Mordant
- Edward Kimball som Thomas Hurd